# 皇明四夷考
《皇明四夷考》，明郑晓著于嘉靖四十三年（1564年）。《皇明四夷考》为郑晓《吾学编》的一部分。《吾学编》和《皇明四夷考》在清代都是禁书，传世极少。只有两种版本，明嘉靖吾学编本、和1933年国学文库本。全书分两卷， 上卷叙述安南，兀良哈，朝鲜，琉球，女直、三佛齐，占城、日本，眞臘，暹羅、蘇門答剌、爪哇12国；下卷叙述古里，满剌加，苏禄，撒马儿罕，天方，彭亨，吕宋，沙哈鲁等七十余国。